# Geoffrey Watson
Geoffrey Stuart Watson (3. Dezember 1921 – 3. Januar 1998) war ein australischer Statistiker.
Watson wurde 1921 in Bendigo, Victoria, geboren. Er studierte an der Universität von Melbourne und promovierte 1951 an der North Carolina State University. Nach Stationen an der Universität von Melbourne, der Australian National University, der University of Toronto und der Johns Hopkins University übernahm er 1970 den Lehrstuhl für Statistik an der Princeton University. Dort blieb er bis zu seinem Tod.
Watson entwickelte 1950 zusammen mit James Durbin von der London School of Economics die Durbin-Watson-Statistik zum Nachweis von Autokorrelation. Watson interessierte sich besonders für Anwendungen der Statistik. Er setzte statistische Methoden ein, um die Theorie der Kontinentalverschiebung zu untermauern. Er schätzte die Größe der Pinguinpopulation in der Antarktis und die Auswirkungen der Aufhebung des Motorradhelmgesetzes in den Vereinigten Staaten.
Im Jahr 1966 wurde er zum Fellow der American Statistical Association gewählt.
Er wird manchmal mit dem Mathematiker G. L. Watson, der sich mit quadratischen Formen beschäftigte, und G. N. Watson, einem mathematischen Analytiker, verwechselt.